# Дом отдиха Чепца
Дом отдиха Чепца́ (рос. Дом отдыха Чепца) — селище у складі Глазовського району Удмуртії, Росія.
Стара назва — Чепца.

## Населення
Населення — 711 осіб (2010; 767 в 2002).
Національний склад станом на 2002 рік:
- удмурти — 47 %
- росіяни — 44 %

## Господарство
У селищі діє дитячий садочок № 38, філіал Адамського ФАПу, дитяча дача «Іскра». Працюють 3 магазини, санаторій-профілакторій «Чепца» ВАТ «Чепецький механічний завод» та готельний комплекс «Арменія».

## Урбаноніми[3]
- вулиці — Городня, Садова, Сонячна